# З́ (слово ћирилице)
З́ з́ је слово ћирилице, настало од слова З уз додатак акутног дијакритика. З́ је десето слово у црногорској азбуци. Ушло је у званичну употребу 2009. године, усвајањем Закона о званичном језику у Црној Гори.
Представља звучни алвеоло-палатални фрикатив /ʑ/.
Порекло води из сеоских подручја у Црној Гори.
За разлику од осталих слова у црногорском језику, нема велику примену.
Неке речи са словом з́:
- из́утра
- з́еница
- з́апити
- раз́арити (се)
- коз́и

## Рачунарски кодови
Слово З́ није директно представљено унапред састављеним карактером ни у Unicode-у и мора бити састављено као З + ◌́ .
| Знак                      | З                          | З                          | з                        | з                        | ́                       | ́                       |
| ------------------------- | -------------------------- | -------------------------- | ------------------------ | ------------------------ | ---------------------- | ---------------------- |
| Назив у Уникоду           | CYRILLIC CAPITAL LETTER ZE | CYRILLIC CAPITAL LETTER ZE | CYRILLIC SMALL LETTER ZE | CYRILLIC SMALL LETTER ZE | COMBINING ACUTE ACCENT | COMBINING ACUTE ACCENT |
| Врста кодирања            | децимална                  | хексадецимална             | децимална                | хексадецимална           | децимална              | хексадецимална         |
| Уникод                    | 1047                       | U+0417                     | 1079                     | U+0437                   | 769                    | U+0301                 |
| UTF-8                     | 208 151                    | D0 97                      | 208 183                  | D0 B7                    | 204 129                | CC 81                  |
| Нумеричка референца знака | &#1047;                    | &#x417;                    | &#1079;                  | &#x437;                  | &#769;                 | &#x301;                |

## Слична слова
- З з : Ћириличко слово З.
- Ж ж : Ћириличко слово Ж.
- Z z : Латиничко слово Z.
- Ž ž : Латиничко слово Ž.
- Ź ź : Латиничко слово Ź.